# 保羅·魯斯特
保羅·魯斯特（Paul Robert Rust，1981年4月12日—）是一位美國演員、喜劇表演者、作家和音樂家。

## 早期生活
魯斯特出生於愛荷華州勒馬斯市，是珍妮（Jeanne）和鮑伯·魯斯特的兒子。魯斯特從小接受天主教教育，並曾就讀蓋蘭天主教高中（Gehlen Catholic High School），並在2004年5月自愛荷華州立大學畢業。

## 職業生涯
魯斯特在洛杉磯「UCB」（Upright Citizens Brigade Theater）劇院常駐演出獨角喜劇和短劇。在UCB中，他目前是短劇喜劇社團「來自爹地的吻和學校的最後一天」 （A Kiss From Daddy and Last Day of School）的成員。他曾參與《惡棍特工》、《選美皇后的倒帶人生》、《怪胎舞蹈》、《愛情需要翻譯》和《灌籃大帝》等電影的演出。他最著名的演出是在2009年的電影《辣妹我愛你》中擔任男主角。魯斯特也曾擔任多部電視節目的編劇，包括《Human Giant》和動畫《Moral Orel》等。魯斯特和喜劇表演者查琳·李（Charlyne Yi）在2006年合組「玻璃牛肉」（The Glass Beef）樂團。兩人在好奇樂團（Hockey）的〈Song Away〉音樂錄影帶中演出。魯斯特也是喜劇搖滾三人組「別停下來不然我們會死掉」（Don't Stop or We'll Die）的主唱和貝斯手，同團成員包括喜劇表演者邁克·凱斯帝（Michael Cassady）和哈瑞斯·威特斯（Harris Wittels）
2010年11月，魯斯特在喜劇中心頻道的短劇特別節目《這個節目會讓你嗨》（This Show Will Get You High）中演出，該節目是由麥特·貝瑟（Matt Besser）創作並主演。魯斯特也和保羅·魯本斯（Paul Reubens）合作撰寫皮威·赫曼（Pee-Wee Herman）的新電影《皮威·赫曼的大假期》（Pee-wee's Big Holiday），將預計在2016年於Netflix平台上推出。
魯斯特經常在播客《Comedy Bang! Bang!》中擔任來賓，他在節目上以「New No Nos」單元聞名。魯斯特在2013年擔任Netflix《发展受阻》影集第四季的編劇和故事編輯。

## 私人生活
魯斯特在2015年10月與作家萊絲莉·阿爾芬（Lesley Arfin）結婚。

## 電影和電視作品
- 屍戀（Exquisite Corpse，2004年 - 飾演 Jackson）
- 德瑞克和喬許（Drake & Josh，2006年 - 飾演 Ethan，1 集）
- 廉價座位（Cheap Seats，2006年 - 飾演 加拿大人Violent Hugger，1集）
- 現在！秀（The Right Now! Show，2007年 - 演出人員）
- 瘋狂過夜（Psycho Sleepover，2008年 - 飾演 Carl Sandersburg）
- 灌籃大帝（Semi-Pro，2008年 - 飾演 Wheelchair Darren）
- 吉米·法倫深夜秀（Late Night with Jimmy Fallon，2009年 - 飾演 The Pie Sniffer，1集）
- 愛情需要翻譯（I Love You, Beth Cooper，2009年 - 飾演 Denis Cooverman）
- 惡棍特工（Inglorious Basterds，2009年 - 飾演Andy Kagan）
- 莎拉·希爾芙曼秀（The Sarah Silverman Program，2010年 - 飾演 顧客，1集）
- 飲料杯歷險記（Aqua Teen Hunger Force，2010年–2013年，多位角色配音，2集）
- 怪胎舞蹈（Freak Dance，2011年 - 飾演 Weed Fiend）
- 提姆的一生（The Life & Times of Tim，2012年 - 多位角色配音，2集）
- The Aquabats! Super Show!（2012年 - 飾演 Renmark，1集）
- 死党（Best Friends Forever，2012年 - 飾演 Kurt McAfee，1集）
- 喜劇砰！砰！（Comedy Bang! Bang!，2012年–2014年 - 擔任多種角色、編劇，8集）
- 公園與遊憩（Parks and Recreation，2012年 - 飾演 Brian Raisins，1集）
- 反恐也疯狂（NTSF:SD:SUV::，2012年 - 飾演 Sid，1集）
- 动物诊所（Animal Practice，2012年 - 飾演 Jerry，1集）
- 开心汉堡店（Bob's Burgers，2012年–2015年 - 多位角色配音，3集）
- 发展受阻（Arrested Development，2013年 - 編劇、故事編輯，第四季）
- 電視史上最偉大的節目（The Greatest Event in Television History，2013年 - 導演，1集）
- iSteve（2013年 - 飾演 Billy Corgan）
- Super Fun Night（2013年–2014年 - 飾演 Benji，1集）
- 辣妹我愛你（Ass Backwards，2013年 - 飾演 Seth）
- 皮威·赫曼的大假期（Pee-Wee's Big Holiday，2015年，共同編劇）
- 愛（Love，2016年 - 飾演 Gus）

## 資料來源
1. ↑  .   [2016-02-27]. （原始内容存档于2018-08-11）.
2. 1 2  Landegent, Magdalene (2009-05-18).
3. ↑  .   [2016-02-27]. （原始内容存档于2019-06-30）.
4. ↑  Fett, Jeff (2004-08-04).
5. ↑  .   [2016-02-27]. （原始内容存档于2018-03-25）.
6. ↑  .   [2016-02-27]. （原始内容存档于2010-09-10）.
7. ↑  .   [2016-02-27]. （原始内容存档于2013-05-31）.

## 外部連結
- 保羅·魯斯特在互联网电影资料库（IMDb）上的資料（英文）